# 성서공동체FM
성서 공동체 FM은 대한민국의 공동체 라디오 (소출력 FM 라디오) 방송국이다.

## 방송국 허가내용
- 시설자명 : (사)성서공동체에프엠
- 허가번호 : 11200560-0002498
- 방송국명 : 성서 소출력 FM 방송국
- 호출부호 : HLMA-LFM6002
- 연주소 및 송신소 : 대구광역시 달서구 달구벌대로 1208
- 주파수 : 89.1㎒
- 전파형식 : 260KF8EHF
- 출력 : 1W

## 연혁
- 2005년 4월 11일 주파수 확정
- 2005년 5월 9일 시험방송 시작
- 2005년 8월 22일 전국 공동체 라디오 중 최초로 개국
- 2009년 8월 정식사업 허가

## 참고 자료
- 성서공동체FM 연혁